# دورنمای بهشت برین
کتاب دورنمای بهشت برین (به انگلیسی: The Map of Heaven) دومین کتاب دکتر ایبن الکساندر سوم است. این کتاب در ۱۸ اکتبر ۲۰۱۴ توسط انتشارات سایمون شوستر منتشر شد و در همان هفته نخستین در فهرست پرفروش‌ترین کتاب‌های نیویورک تایمز قرار گرفت.

## دربارهٔ کتاب
هنگامی که ایبن الکساندر در کتاب اول خود با نام بهشت برین حقیقت دارد، تجربه نزدیک به مرگ خود را به فراسوی جهان مادی بازگو کرد، خوانندگان بسیاری برای او نوشتند که شرح این ماجرا اثر عمیقی در آن‌ها داشته‌است. او متوجه شد که با بیان تجربه‌اش به مردم کمک کرده تا آنچه را که گذشتگان می‌دانسته‌اند، دوباره کشف کنند و دریابند که زندگی و عالم هستی به زندگی خاکی محدود نمی‌شود و ما انسان‌ها چیزی فراتر از جسم خاکی هستیم.
کتاب از یک مقدمه و هفت فصل تشکیل شده است: ایبن الکساندر در مقدمه کتاب این سؤال را مطرح می‌کند که آیا ما انسان‌ها فقط به بعد جسمانی محدود می‌شویم و پس از کار افتادن مغز از بین می‌رویم یا اینکه چیزی فراتر هستیم؟ او می‌گوید از دیرباز انسان با سه سؤال اصلی مواجه بوده‌است. ما کی هستیم؟ از کجا آمده‌ایم و به کجا خواهیم رفت؟ او می‌گوید در گذشته این باور که زندگی به این بعد جسمانی خاتمه نمی‌یابد جزو واقعیت‌های آشکار بوده‌است اما به مرور زمان با پیشرفت علم هنگامی که برخی از دانشمندان به کشفیاتی درباره جهان مادی نایل شدند، گمان کردند که به تمام واقعیت‌هایی که انسان به آن نیازمند است دست یافته‌اند. اما پیشرفت‌های علمی به خصوص در زمینه علم فیزیک برخی از دانشمندان را به این باور کشانده که واقعیت فراتر از آن چیزی است که ما اکنون به آن دست یافته‌ایم. امروزه در جامعه علمی موضوع آگاهی مطرح می‌شود. موضوعی که قبلاً کسی به آن اعتنایی نداشت، اما اکنون بسیاری از دانشمندان معتقدند که آگاهی را نمی‌توان نادیده گرفت.
او در فصول بعدی کتاب با مطرح کردن افکار خردمندان دوران گذشته و دانشمندان قرن حاضر سعی می‌کند به این سه سؤال اساسی پاسخ دهد. او با این بررسی‌ها نشان می‌دهد که ما در معرض پدیده‌ای جدید قرار گرفته‌ایم: پیوند معنویت با علم که موجب خواهد شد دیدگاه و تجربیاتمان برای همیشه متحول شود.
کتاب دورنمای بهشت برین در سال ۱۳۹۳ به فارسی برگردانده شد.